# Radau (cratera)
A cratera Radau é uma cratera no quadrângulo de Oxia Palus em Marte, localizada a 17.1° latitude norte e 4.8º longitude oeste. A cratera possui um diâmetro de 117.5 km e recebeu este nome em referência a Rodolphe Radau, um astônomo francês (1835-1911). 